# Chinese Football Association

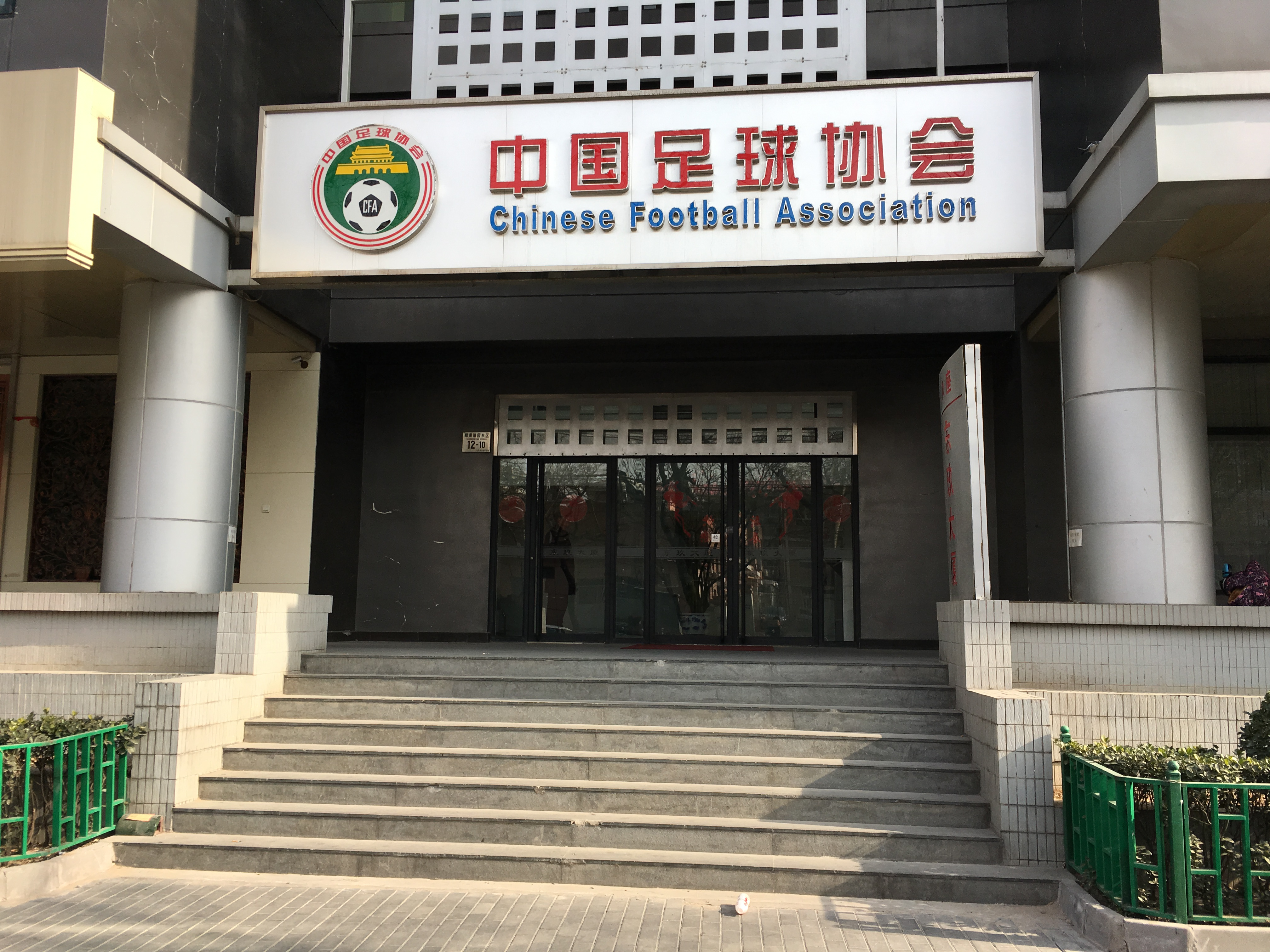
Die Zentrale der CFA in Peking

Die Chinese Football Association (CFA; chinesisch 中國足球協會 / 中国足球协会, Pinyin Zhōngguó Zúqiú Xiéhuì) ist der chinesische Fußballverband. 
Der Fußballverband Chinas wurde bereits 1924 gegründet und man trat schon 1931 der FIFA bei, jedoch dauerte es noch über 40 Jahre, ehe die CFA 1974 der Asian Football Confederation beitrat. Die Chinesische Fußballnationalmannschaft konnte sich einzig für die Fußball-Weltmeisterschaft 2002 qualifizieren, während die Frauen-Nationalmannschaft immerhin bei der Fußball-Weltmeisterschaft der Frauen 1999 bis ins Finale kamen und bislang an fünf Olympischen Spielen teilnahmen.
Der Verband kümmert sich um die Organisation der Chinese Super League und allen weiteren Profi- und Amateur-Fußball-Meisterschaften des Landes. Des Weiteren organisiert der Verband die Spiele der Frauen-Nationalmannschaft, aller Jugendnationalmannschaften (U17, U20, U23) sowie der chinesischen Fußballnationalmannschaft. 
Zusätzlich gibt es eine Futsal-Meisterschaft und eine Beach-Soccer-Liga. Die höchste Liga der Frauen heißt Women’s Super League.